# Angenofen
Koordinaten: 46° 54′ N, 15° 12′ O
Angenofen ist ein Dorf bei Marhof (Gemeinde Stainz) und liegt etwa 700 Meter über dem Meer oberhalb von Stainz. Von Angenofen kann man das Grazer Becken und Stainz überblicken. Im Ort befindet sich die Göri-Kapelle.
Der Name des Ortes enthält einen Hinweis auf die Geologie des Gebietes: Plattengneis bildet in der Umgebung einzeln aufragende kleine Gesteinsformationen, die bis zu 20 m hoch sind und als „Ofen“ bezeichnet werden. „Ofen“ ist (neben der Feuerstelle) eine Bezeichnung für mehr oder weniger zerklüftete Felsen bzw. –trümmer, die für sich keine Berge oder sonstige markante Formen bilden.
Das Wort kommt auf der Kor- und Saualpe häufig vor, vgl. Bärofen, Großofen auf der Koralpe, Mannagetta-Ofen
und Schrattelofen bei Stainz und ist auch in anderen Gebieten anzutreffen.
Angenofen ist altes Siedlungsgebiet. In der Katastralgemeinde Sierling lag im Nordosten der Ortschaft beidseits des Suchyweges, einer Abzweigung des Angenofnerweges, noch im 21. Jahrhundert ein Hinweis auf die Besiedlungsgeschichte: Die „Angenofner Bauerngmein“. Ihre Grundstücke standen im gemeinsamen Eigentum der sieben Besitzer mehrerer (teilweise ehemaliger) Bauernhöfe. Die Eigentumsanteile waren grundbücherlich nicht Personen zugeordnet, sondern mit dem Eigentum an den Liegenschaften dieser Bauernhöfe (den im Grundbuch so genannten „Stammliegenschaften“) verbunden. Diese Eigentumsverteilung beruht auf Urkunden aus dem Jahr 1874. Die Bezeichnung ist ein Beleg dafür, dass es sich bei diesen Gebieten um Reste eines dörflichen Allgemeingutes (Allmende) handelt, solche Gebiete wurden im bayrischen Sprachgebrauch als „G(e)mein“ bezeichnet. Sie bestanden bei vielen Orten, die im 12. oder 13. Jahrhundert entstanden und sind Hinweise auf eine planmäßige Besiedelung eines Gebietes, deren Rahmenbedingungen durch eine Obrigkeit festgelegt wurden. Ab dem Spätmittelalter wurden diese Gemeinschaftsbereiche allerdings meist wegen Unstimmigkeiten unter den Berechtigten aufgeteilt oder ihr Gebiet neuen Hofstätten (Keuschen, Huben) zugewiesen. Dies belegt auch den zuletzt relativ geringen Umfang der Liegenschaften. Über die Bauerngmein in Angenofen wurde ein Regulierungsverfahren durchgeführt und 2017 abgeschlossen.

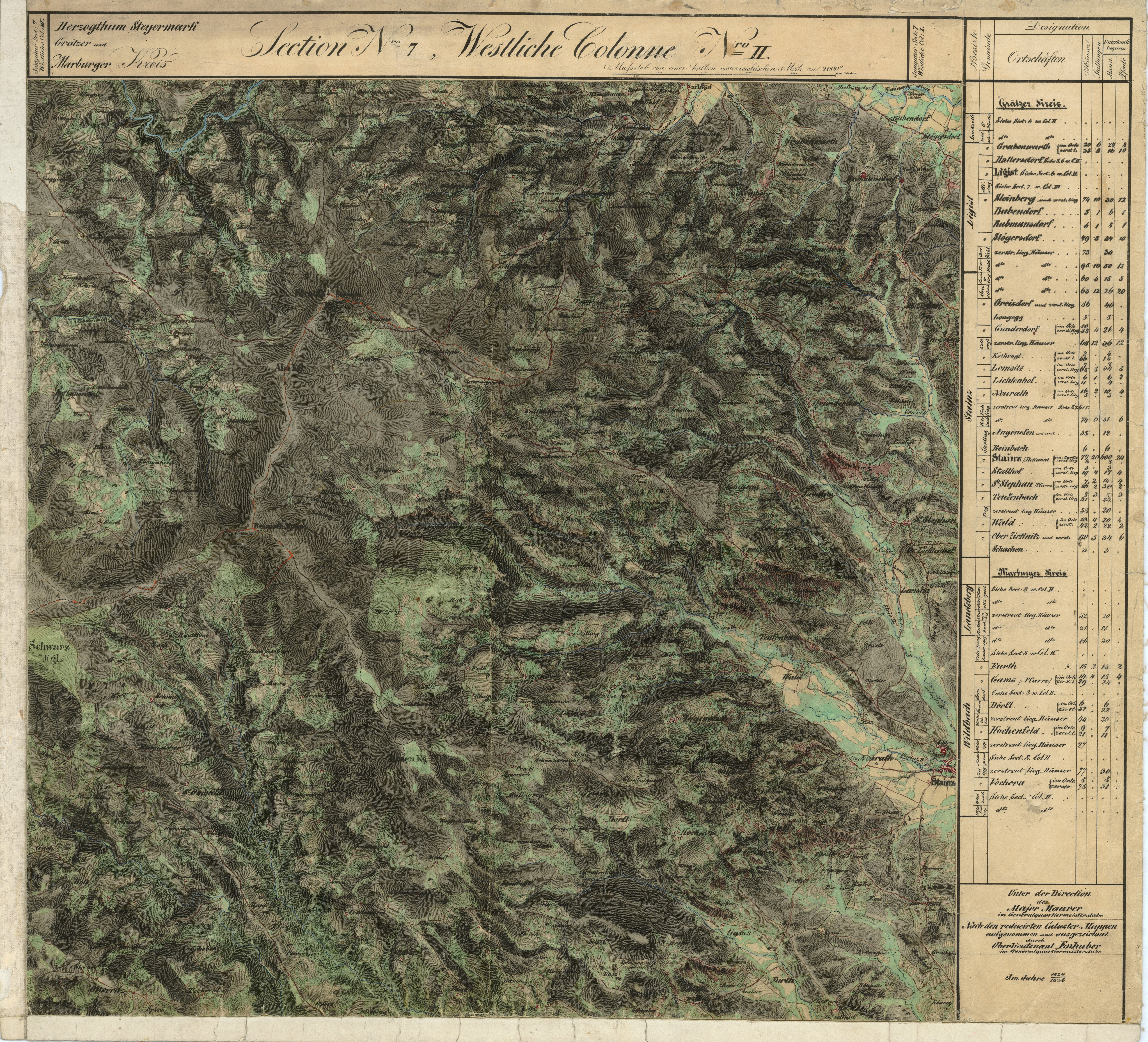
38 Häuser mit bequemer Unterkunft für zwölf Mann: Angenofen in der Franziszeischen Landesaufnahme, ca. 1835
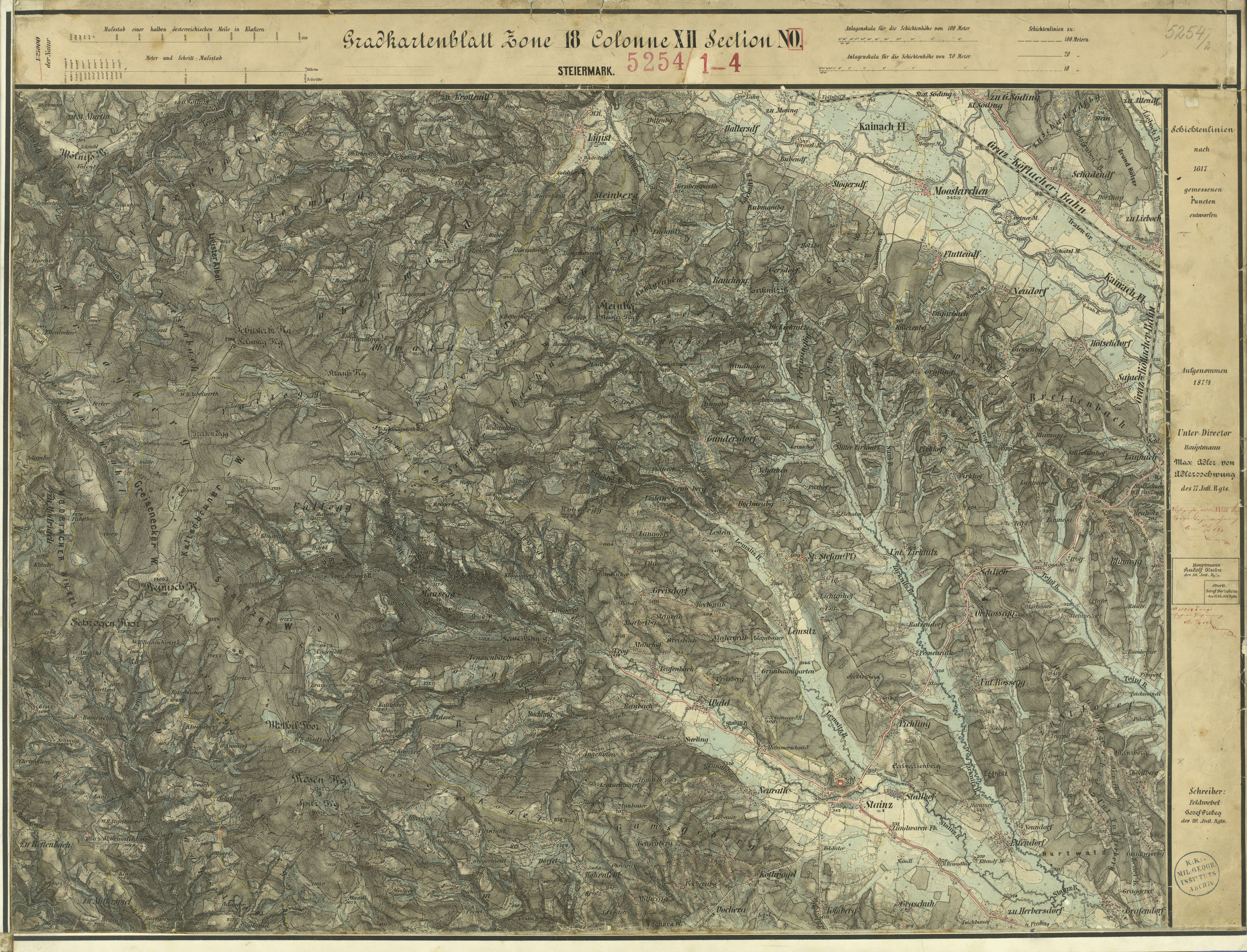
Angenofen westlich von Stainz im Aufnahmeblatt der 3. Landesaufnahme um 1878
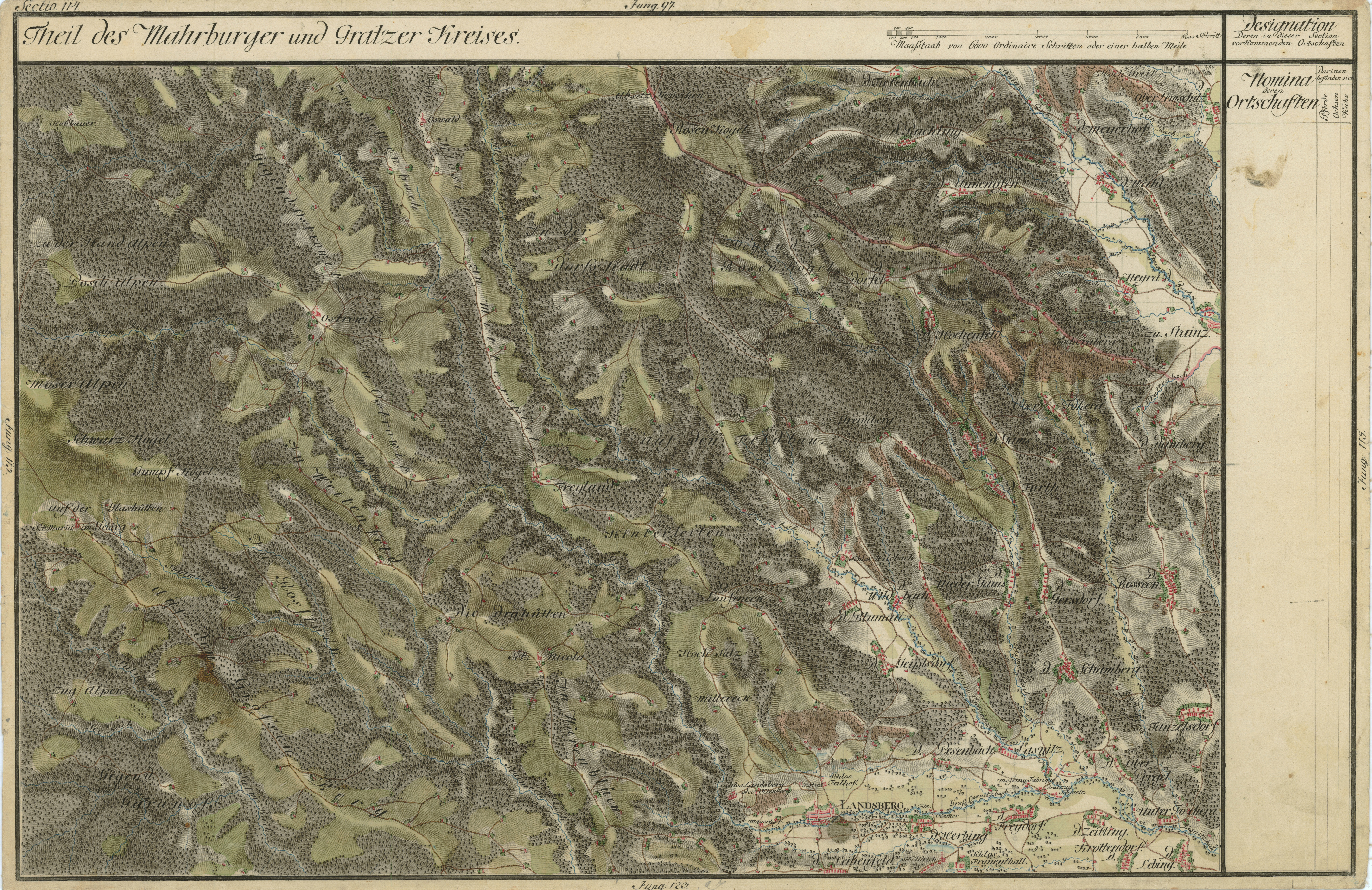
„Ankenofen“ in der Josephinischen Landesaufnahme, ca. 1780
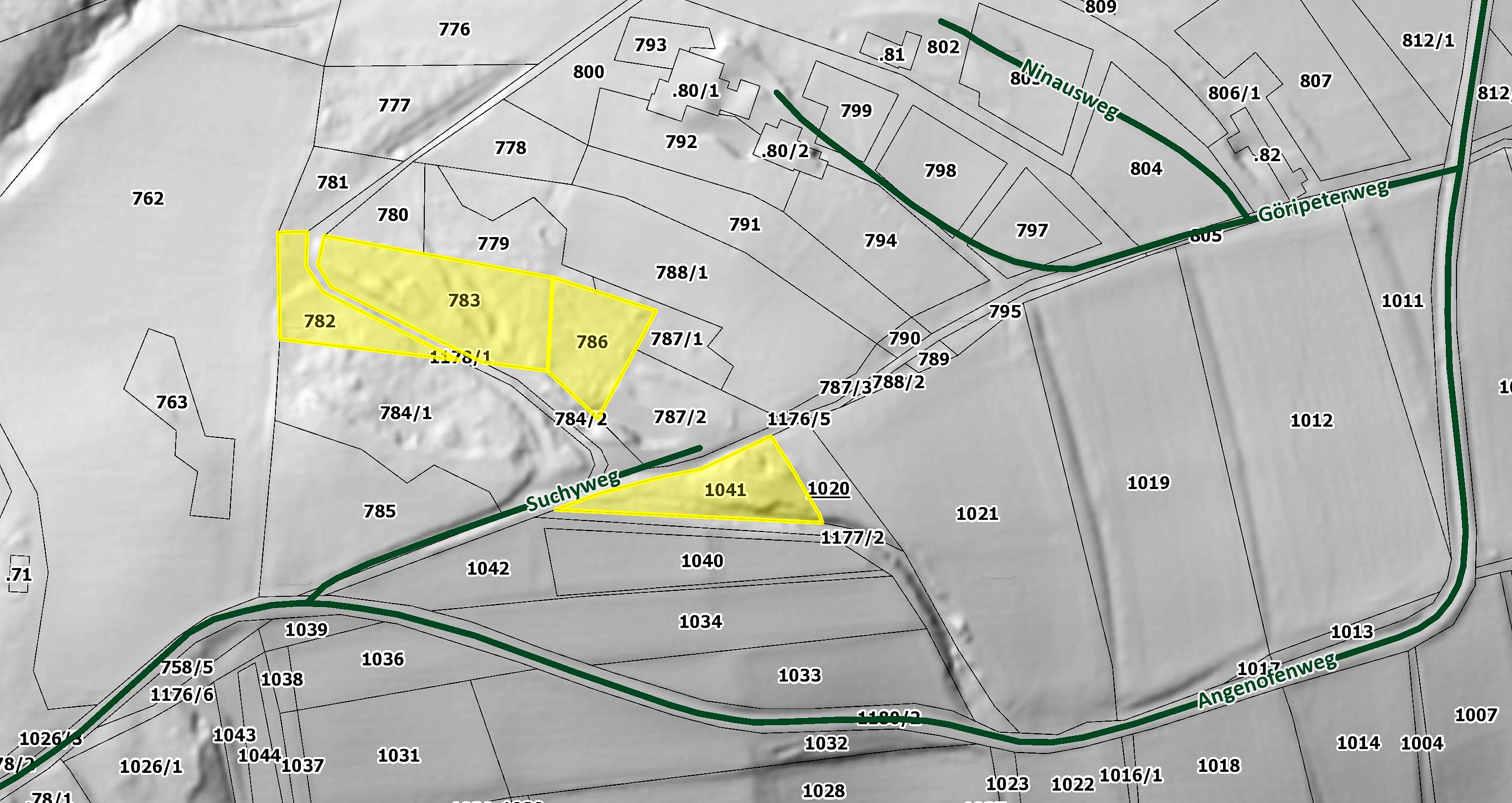
Angenofner Bauerngmein 2017